# Посольство Абхазии в России
Посо́льство Респу́блики Абха́зия в Росси́йской Федера́ции (абх. Урыстәылатәи Афедерациакны Аҧсны Аҳәнҭқарра ацҳаражәҳәарҭа) — официальная дипломатическая миссия Республики Абхазии в Российской Федерации, расположена в Москве (район Хамовники), в Гагаринском переулке.
- Чрезвычайный и полномочный посол Абхазии в РФ — Алхас Квициниа (с 30 ноября 2022 года)[1].
- Советник, руководитель пресс-службы: Татьяна Гулия.

## История
9 сентября 2008 года в Москве министр иностранных дел России Сергей Лавров, министр иностранных дел Абхазии Сергей Шамба и глава МИД Южной Осетии Мурат Джиоев обменялись нотами, которые составили договорённости об установлении дипломатических отношений России с Абхазией и России с Южной Осетией.
17 мая 2010 года состоялось официальное открытие посольства.
Дипломатический аппарат Посольства состоит из семи человек, включая посла.

## Послы Абхазии в России
- Игорь Ахба (2008—2021)
- Алхас Квициниа (2022 — н. в.)

## Галерея

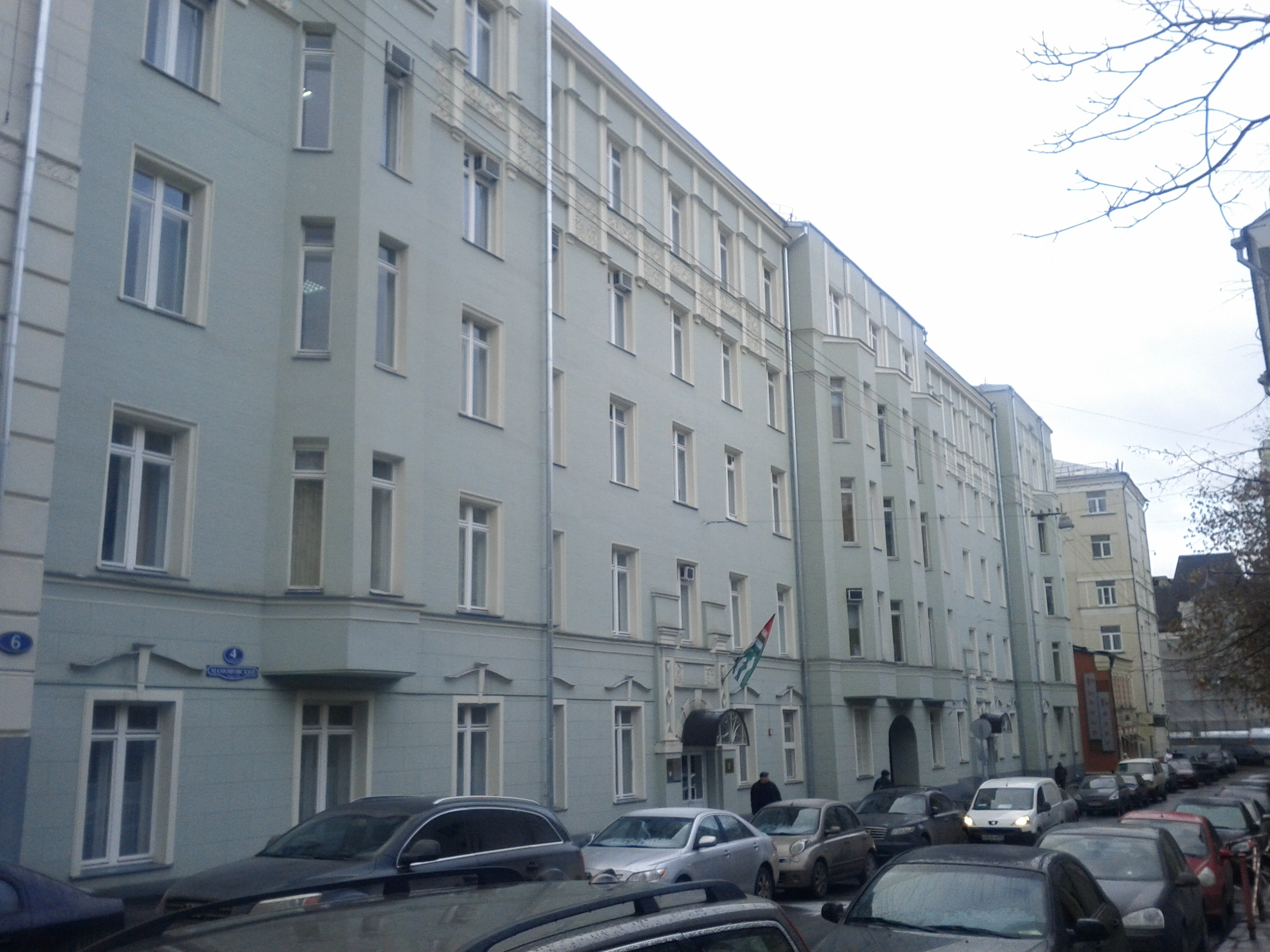
Старое здание посольства Абхазии в Москве на улице Мамоновский переулок